# Olympische Sommerspiele 1972/Teilnehmer (Südvietnam)
| Gelbes Symbol für Goldmedaillen mit stilisierten Olympischen Ringen | Graues Symbol für Silbermedaillen mit stilisierten Olympischen Ringen | Braundes Symbol für Bronzemedaillen mit stilisierten Olympischen Ringen |
| ------------------------------------------------------------------- | --------------------------------------------------------------------- | ----------------------------------------------------------------------- |
| —                                                                   | —                                                                     | —                                                                       |

Südvietnam nahm bei den Olympischen Sommerspielen 1972 in München zum sechsten und letzten Mal an Olympischen Spielen teil. Das Land wurde durch zwei Sportler vertreten. Flaggenträger bei der Eröffnungsfeier war Hồ Minh Thu.

## Teilnehmer nach Sportarten

### Schießen
- Hồ Minh Thu
Freie Pistole, 50 Meter: 49.

- Hương Hoàng Thi
Freie Pistole, 50 Meter: 56.